# Ceafă

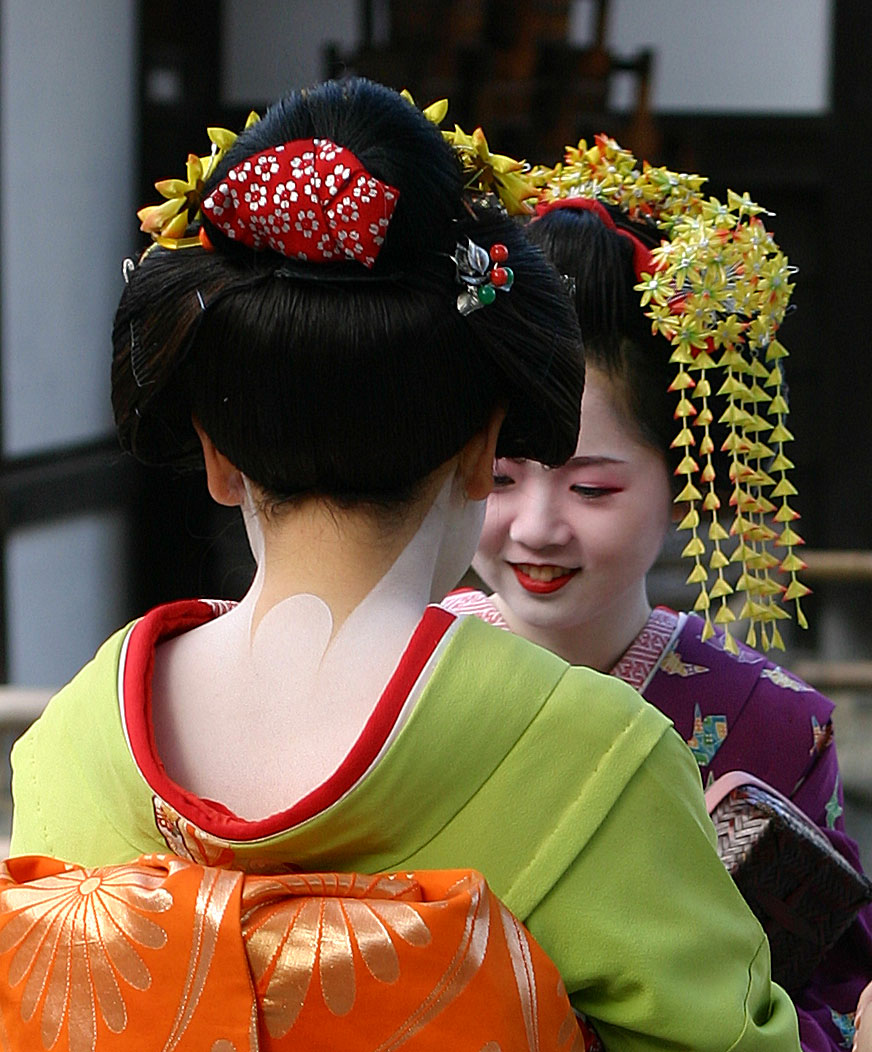
Ceafa unei gheişe

Ceafa este, în anatomie, partea de dinapoi a gâtului. 
În cultura tradițională japoneză, ceafa (cunoscută în limba japoneză ca unaji 項) era una dintre puținele părți ale corpului femeii (în afara feței și mâinilor) neacoperite de vestimentația sa. Această parte a corpului femeii reprezenta o atracție pentru mulți bărbați japonezi. 